# Retaj
Retaj Hotels & Hospitality (« Retaj ») est une société immobilière et hôtelière qatarie. Retaj impose une réglementation conforme à la Charia au sein de ses hôtels, qui se trouvent surtout au Moyen-Orient. Ainsi, il est interdit d’y fumer ou d’y boire de l'alcool. Quatre hôtels de la société sont apparus au classement des meilleurs hôtels gérés en conformité avec la Charia publié par la revue Gulf News Journal en septembre 2015. 
La société a été créée en 2004 à Doha, capitale du Qatar.
La société possède des hôtels au Qatar, en Turquie, en Arabie Saoudite et sur l’archipel des Comores. 

## Actionnaires et équipe dirigeante
Le Groupe Retaj est détenu par cinq actionnaires qataris, avec à leur tête le Président du Conseil d’Administration Mohammed Bin Johar Al Mohammed.

## Projets de croissance
Le Président du groupe Al Johar a déclaré souhaiter une forte croissance du groupe Retaj dans le but de « consolider notre fraternité [islamique]."
Selon un cadre de la société, la clientèle qatarie préfère les hôtels conformes à la charia aux hôtels traditionnels. En 2011, Ahmed Khorshed, directeur régional du marketing chez Retaj, a déclaré dans une interview accordée à la revue Hotelier Middle East : "Avant de nous lancer, nous ne pouvions pas prédire quel serait le niveau de demande à Doha pour notre offre d’hébergement conforme à la Charia. Mais nous avons constaté que la demande pour les hôtels «islamiques» est plus forte que celle pour les hôtels standards. Par exemple, le taux d'occupation pour cette année pour tous les hôtels de Doha est d’en moyenne 63%, tandis que le taux d'occupation de nos hôtels est de 87% ".

### États-Unis et Europe
Selon le journal The Gulf Times, Retaj cherche à pénétrer les marchés hôteliers européens et américains. Les actionnaires du groupe ont prévu un budget 5 milliards USD pour l'expansion européenne. En mars 2013, le Président du Groupe Retaj Mohammed Bin Johar Al Mohammed a déclaré aux journalistes de The Gulf Times, «Nous savons qu’il existe pour nous un créneau sur le marché hôtelier en Europe continentale. (…) Nous avons d’ores et déjà entamé les négociations pour un projet à Londres." 
La stratégie adoptée par le groupe aux États-Unis consiste à se focaliser dans un premier temps sur l’acquisition de chaînes hôtelières déjà existantes.

### Turquie
En 2015, Retaj a étendu ses activités à la Turquie. La société a investi environ 12 millions USD dans la construction d’un nouvel hôtel dans la province turque de Yalova. La société Retaj exploite par ailleurs un hôtel à Istanbul. D’ici 2017, Retaj prévoit d'investir 700 millions USD dans la croissance du groupe sur le marché turc.

### Arabie saoudite
En juillet 2015, le Groupe Retaj a annoncé son intention de construire un hôtel à La Mecque. Un article paru dans la revue The Peninsula Qatar a déclaré que le nouvel hôtel en Arabie Saoudite ne représenterait que première étape du projet de croissance du Groupe Retaj dans le Golfe persique.